# Iomachus ineichi
Espèce
Iomachus ineichi est une espèce de scorpions de la famille des Hormuridae.

## Distribution
Cette espèce est endémique du Mozambique.

## Publication originale
- Lourenço, 2020 : « Nouvelles considérations taxonomiques sur le genre Iomachus Pocock, 1893 (Scorpiones: Hormuridae), et en particulier sur les espèces africaines. » Revista Ibérica de Aracnología, no 37, p. 205–211.